# Langue des signes tactile
 (décembre 2020).
Si vous disposez d'ouvrages ou d'articles de référence ou si vous connaissez des sites web de qualité traitant du thème abordé ici, merci de compléter l'article en donnant les références utiles à sa vérifiabilité et en les liant à la section « Notes et références ».
La langue des signes tactile est un moyen de communication utilisé par les personnes ayant à la fois une vue et une audition déficientes (voir surdicécité) qui est basé sur un langage gestuel ou un autre système de communication tactile.
Ce terme ne précise pas s'il s'agit d'un équivalent tactile d'un langage officiel comme l'ASL, ou bien d'une forme modifiée, personnelle ou intuitive.

## Techniques
Jusqu'aux années 1970, la plupart des sourds et des aveugles vivaient dans l'isolement. Lorsque les professionnels ont pris conscience de ce handicap, des tentatives ont été faites pour aider les sourds-aveugles en créant des alphabets manuels ou en modifiant les langues des signes utilisées par les sourds-voyants. Le Centre National d'Hellen Keller, Le Phare pour aveugles et malvoyants et l'Institut d'Alabama des sourds et aveugles en est un exemple.   
Plusieurs méthodes de communication avec les sourds-aveugles ont été développées, notamment: 
- Main sur la main (également connue sous le nom de signature pratique): Les mains du récepteur sont placées légèrement sur le dos des mains de l'émetteur pour qu'il lise les signes par le toucher et le mouvement. La langue des signes utilisée dans la signature manuelle est souvent une version légèrement modifiée de la langue des signes locale; c'est particulièrement le cas lorsqu'il est utilisé par des personnes qui ont appris à lire les signes visuellement avant de perdre leur vision comme avec le syndrome d'Usher. La langue des signes utilisée peut également être une version codée manuellement de la langue orale locale (telle que l'anglais signé), ou un intermédiaire entre les deux, connu sous le nom de langue des signes de contact.
- Suivi : Le récepteur place légèrement sa main sur les poignets ou les avant-bras de l'émetteur pour l'aider à suivre visuellement les signes (car le récepteur connaît l'emplacement de ses propres mains et peut ainsi se concentrer sur la ou les mains de l'expéditeur). Le récepteur qui utilise le «suivi» a généralement un champ de vision limité.
- Orthographe tactile : une forme manuelle de l'alphabet dans lequel les mots sont épelés (voir l'alphabet manuel) est peut-être la plus connue car c'était la méthode qu'Anne Sullivan utilisait pour communiquer avec Helen Keller. Différents alphabets manuels peuvent être utilisés, comme l'alphabet ASL à une main ou les alphabets manuels à deux mains utilisés, par exemple, en Grande-Bretagne. Encore une fois, le récepteur place une main sur celle de l'émetteur. Cet alphabet est également rarement utilisé aux États-Unis.
- Lorm : alphabet tactile développé au XIXe siècle par l'inventeur et romancier sourd-aveugle Hieronymus Lorm et utilisé dans plusieurs pays européens.
- Traçage ou impression sur la paume: traçage des lettres (ou formes) sur la paume ou le corps du récepteur. Les majuscules produites de manière cohérente sont appelées «alphabet bloc» ou «alphabet spartiate».
- Signature en braille : Utiliser six points sur la paume pour représenter les six points d'une cellule en braille. Alternativement, l'émetteur peut «taper» sur une table comme s'il utilisait une machine à écrire en braille (voir Perkins Brailler) et le récepteur placera ses mains sur le dessus. Cette méthode peut avoir plusieurs récepteurs les uns sur les autres, mais un récepteur assis en face lira la cellule braille à l'envers.

De plus, des moyens simples de répondre, comme un tapotement pour «oui» ou un mouvement de frottement pour «non», peuvent être inclus. Au Japon, un système développé par une femme sourde-aveugle est utilisé pour représenter les cinq voyelles et les cinq consonnes majeures de la langue japonaise sur les doigts, où le signataire «tape» sur une table et le récepteur place ses mains sur le dessus pour "écouter" .
Ce qui était particulièrement difficile, c'était de communiquer avec des enfants ou des bébés nés sourds et aveugles qui n'avaient pas eu l'occasion d'apprendre une langue naturelle (parlée ou signée). Voici quelques-unes de ces tentatives. 
- Signature co-active : l'émetteur déplace et manipule les mains et les bras de la personne sourde-aveugle pour former des formes de signe ou des mots à la main. Ceci est souvent utilisé avec les enfants sourds-aveugles pour leur enseigner les signes et avec les personnes ayant une déficience intellectuelle.
- Signature sur le corps : le corps de la personne sourde-aveugle est utilisé pour compléter la formation des signes avec une autre personne. Par exemple: menton, paume, poitrine. Souvent utilisé avec des personnes ayant également une déficience intellectuelle.

## Développement de communautés
Au fil des décennies, les sourds-aveugles ont commencé à former des communautés où le langage tactile est né. Comme les sourds, qui ont d'abord utilisé des formes inventées de langage parlé puis créé leurs propres langues, les sourds-aveugles dans les communautés ont d'abord utilisé des formes modifiées de langage visuel, et créent maintenant leurs propres langues tactiles naturelles. Voici des exemples de langues des signes visuels: l'éducation des sourds ; Liste des langues des signes ; Langue des signes nicaraguayenne. L'une des communautés les plus actives se trouve dans la région de Seattle, dans l'État de Washington. 

## Comparaison avec la langue des signes visuelle
Il existe peu de données sur les spécificités des variations entre l'utilisation visuelle et tactile de la langue des signes. Cependant, les études suggèrent un degré significatif de différence. Dans la signature main dans la main, les éléments des langues des signes des sourds appelés caractéristiques non manuelles (telles que l'expression faciale) ne seront pas reçus et devront être remplacés par des informations supplémentaires produites manuellement. Les caractéristiques non manuelles courantes utilisées dans les langues des signes des sourds qui sont absentes dans la signature tactile incluent les sourcils levés comme marqueur de question et une tête tremblante comme négation. 
La langue des signes tactile se pratique également dans un espace plus petit que celui du langage visuel des signes. Les signes qui touchent le corps peuvent être déplacés vers l'avant dans un espace plus neutre. D'autres signes qui sont généralement produits dans un endroit «hors de portée» (comme la jambe) peuvent être modifiés (soit épelés, soit en utilisant une variante). 
Différentes règles régissent la prise de parole, les salutations et les adieux. 
Un exemple d'une langue qui s'est naturellement développée chez les sourds-aveugles est la langue des signes des îles de la Baie du Honduras. 

## Interagir avec les sourds-aveugles
Lors de l'interaction avec des sourds-aveugles, un certain nombre de considérations peuvent être prises en compte. 
Beaucoup de sourds-aveugles tirent le meilleur parti de leur vue restante, donc un bon éclairage est vital. La plupart du temps, la lumière claire et uniforme (évitez les reflets) est la meilleure, mais certains préfèrent une lumière faible, il est donc préférable de demander. 
Susie Morgan suggère les lignes directrices suivantes pour l'apparence et la tenue vestimentaire des interprètes travaillant avec des clients sourds-aveugles: 
Portez des vêtements qui créent un contraste avec vos mains. Tenez compte des éléments suivants lors de la sélection des vêtements: 
- Couleurs foncées (noir, bleu marine, marron, vert foncé, etc.) pour les personnes à peau claire
- Couleurs claires (blanc cassé, beige, pêche, etc.) pour les personnes à la peau foncée
- Vêtements de couleur unie (évitez les rayures, les pois, etc. )
- Encolures hautes (pas de décolletés ou cols bas) Des couleurs contrastées entre le teint et les murs d'arrière-plan peuvent également aider.

Il vaut mieux éviter les bijoux qui peuvent être gênants, soit tactilement (par exemple, bagues et bracelets) ou visuellement (par exemple, boucles d'oreilles étincelantes). Les ongles doivent également être courts et lisses. Une couleur neutre de vernis à ongles peut être portée, mais les rouges vifs et les couleurs sombres peuvent être trop forts. Lorsqu'ils travaillent à proximité des clients lors de l'utilisation de signes tactiles, les interprètes doivent être conscients des odeurs fortes telles que les parfums, la fumée de cigarette ou le souffle d'oignon. 
La signature tactile peut également être épuisante pour l'interprète et le client sourd-aveugle. Les pauses sont encore plus importantes qu'avec une interprétation régulière et devraient être prises plus souvent. Une assise correcte peut également réduire le risque de tension des blessures; les deux partenaires de communication doivent être à l'aise et à hauteur égale. Des tables rembourrées spécialement conçues pour la signature tactile peuvent être utilisées. 

## Histoire
En 1648 en Angleterre, John Bulwer a écrit à propos d'un couple qui était compétent dans la communication de signes tactiles: 
 "Nous avons un exemple évident de la capacité du toucher à compenser l'absence d'autres sens chez Babington de Burntwood dans le comté d'Essex, un ingénieux gentleman, qui, par une maladie, devenant sourd, voit des signes dans l'obscurité, comme s'il avait un œil dans ses doigts. Sa femme discute parfaitement avec lui par une étrange façon : un alphabet inventé sur les jointures de ses doigts; elle le prend par la main dans le la nuit, et peut ainsi parler avec lui très exactement, car il fait correspondre les jointures qu'elle touche aux lettres, puis en mots. Par ces exemples [se référant à ce cas et à celui d'un abbé devenu sourd, muet et aveugle, qui comprenait l'écriture tracée sur son bras nu], vous pouvez voir à quel point le Toucher est prêt à compenser les défauts des autres sens, comme étant le sens le plus fidèle à l'homme, étant à la fois le Fondateur, supérieur à tous les autres. " 

## Voir également
- Braille
- Type de lune
- Langage des signes
- Langue des signes des îles de la Baie du Honduras
- Tadoma